# Subtriquetra
Subtriquetra is een geslacht van kreeftachtigen uit de klasse van de Ichthyostraca.

## Soorten
- Subtriquetra megacephalum (Baird, 1853)
- Subtriquetra rileyi Junker, Boomker & Booyse, 1998
- Subtriquetra shipleyi Hett, 1924
- Subtriquetra subtriquetra (Diesing, 1836)